# Meir Amit
Meir Amit (en hebreo: מאיר עמית‎; Tiberíades, Protectorado Británico de Palestina, 17 de marzo de 1921-17 de julio de 2009) fue un militar y político israelí. Fue Director del Mossad desde 1963 a 1968, combatió para la Haganah durante la guerra árabe-israelí de 1948. A finales de la década de 1950 Amit estudió en Estados Unidos, titulándose en Administración de Empresas en la Columbia Business School. Tras volver a Israel, Amit pasó a formar parte de la Comunidad de Inteligencia Israelí, primero como General Principal al cargo de Aman (FDI) en 1961, y posteriormente como Director del Mossad en 1963.  
Como Director, Amit orquestó algunos de los mayores éxitos del Mossad, incluyendo al espía Eli Cohen que logró infiltrarse en los niveles más altos del gobierno sirio. Fue también durante su etapa cuando el Mossad protegió a un piloto iraquí maronita que desertó, pilotando el entonces avanzado MIG-21, de Irak a Israel. Amit es particularmente conocido por su éxito en la ampliación de la inteligencia humana de Israel (HUMINT), sobre todo en el Mundo Árabe. Desde su llegada hasta la guerra de los Seis Días en 1967, Amit tenía una red de informadores que se infiltraron en todo el Ejército de Egipto, proporcionando detalles fundamentales para el ataque preventivo de Israel sobre bases aéreas egipcias y la ofensiva terrestre. Amit también realizó lazos estrechos con la CIA.
Desde su retirada del Mossad, Amit había seguido siendo una persona influyente en la comunidad de inteligencia, y para el gobierno israelí. Como otros antiguos generales, Amit pasó a formar parte del partido Dash y al servicio del Knesset. Al momento de su muerte fue el presidente del Centro de Israel para Estudios Especiales.
En una entrevista que concedió en 2006 al periodista Aaron Klein, Amit evaluó la problemática actual del Terrorismo Islámico. Él ve el conflicto como la Tercera Guerra Mundial, una tentativa en imponer las creencias islámicas a todo el mundo. Él sugiere el asesinato de Mahmoud Ahmadinejad, Presidente de Irán que continuamente amenaza con destruir el Estado de Israel. En 2008 en una nueva entrevista con Klein, Amit indicó que lo más conveniente es una acción militar para evitar que Irán obtenga armas nucleares. Los comentarios de Amit fueron considerados muy significativos, porque antes de la entrevista, se oponía totalmente a un ataque a Irán.
| Predecesor: Menájem Beguin | Ministro de Transporte de Israel 1977-1978 | Sucesor: Haim Landau |